# Ironman Muskoka
Der Ironman Muskoka ist eine ehemalige im August stattfindende Triathlon-Sportveranstaltung über die Ironman-Distanz (3,86 km Schwimmen, 180,2 km Radfahren, 42,195 km Laufen) in Muskoka, Provinz Ontario, Kanada.

## Organisation
Organisiert wurde diese Veranstaltung von der World Triathlon Corporation (WTC). Der erste Ironman fand hier am 30. August 2015 statt. Amateure konnten sich hier für 50 Startplätze für den Ironman Hawaii (Ironman World Championships) qualifizieren. 
Eine Qualifikation für Profis war in Muskoka nie möglich und auch Preisgeld wurde in Muskoka nicht ausgeschrieben.

### Streckenverlauf

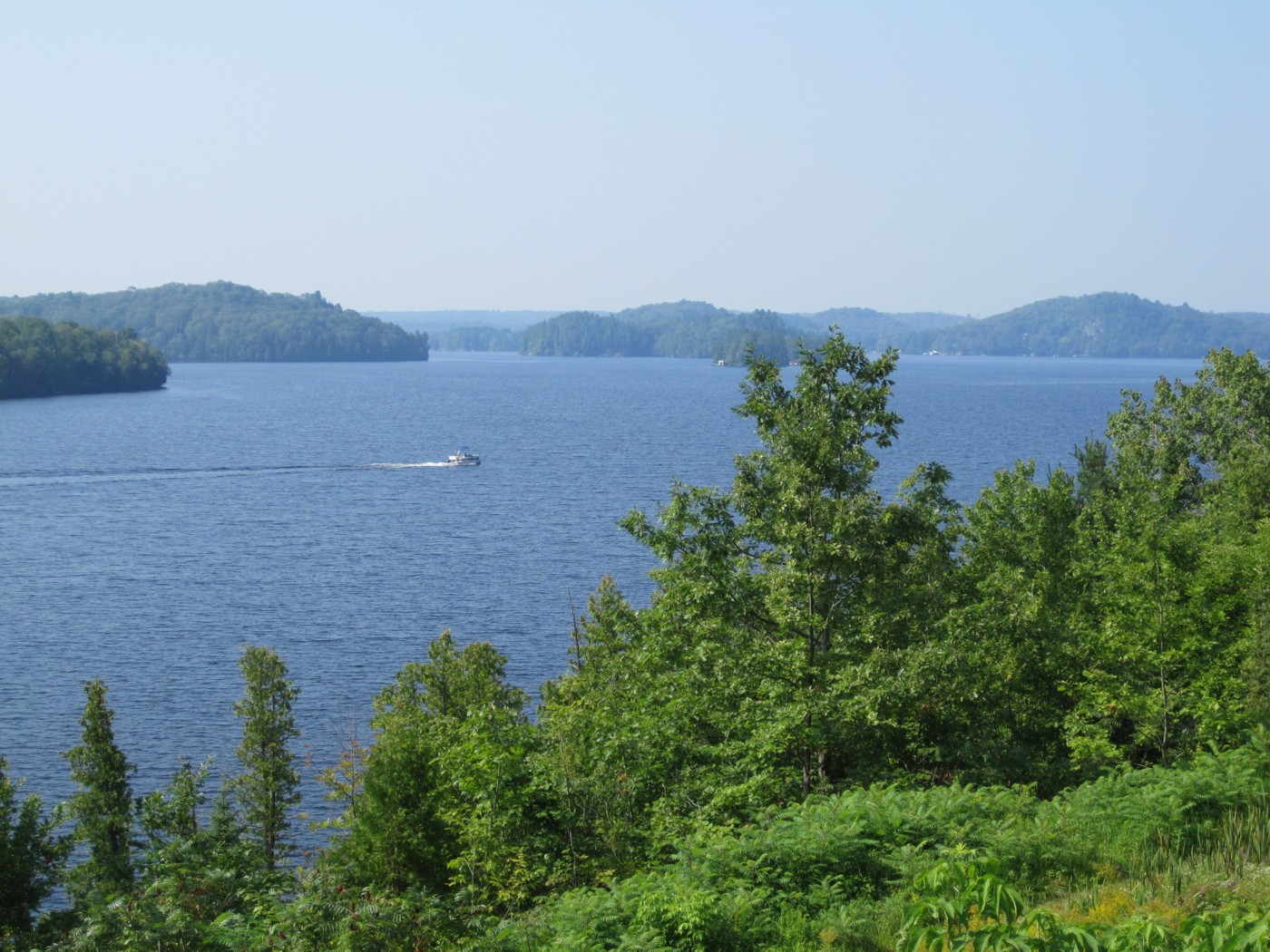
Fairy Lake, Muskoka

- Die Schwimmstrecke führte über eine Runde durch den Pennisula See. Startpunkt ist der Strand am Deerhurst Resort. Die Wechselzone lag 300 Meter entfernt auf dem Parkplatz des Resorts.
- Der 180-km-Radkurs über zwei Runden führte durch die Gegend von Dwight, Dorset und Baysville.
- Die Laufstrecke umfasste ebenso zwei Runden und führte entlang des Fairy Sees. Startpunkt des Marathons war das Deerhurst Resort.[2]

Für die zweite Austragung 2016 waren vierzig Qualifikationsplätze geplant. Das Rennen 2016 wurde dann aber abgesagt und keine weitere Verlängerung mehr angekündigt. Somit blieb es bei einer einmaligen Austragung.

## Siegerliste
| Datum/Jahr    | Männer            | Männer         | Männer         | Frauen        | Frauen        | Frauen        |
| Datum/Jahr    | Erster Platz      | Zweiter Platz  | Dritter Platz  | Erster Platz  | Zweiter Platz | Dritter Platz |
| ------------- | ----------------- | -------------- | -------------- | ------------- | ------------- | ------------- |
| 16. Aug. 2015 | Jonathan McMillan | Kenneth Morris | Bradley Gionet | Robyn Hardage | Fawn Whiting  | Shannon Kemp  |